# Procaină
Procaina (denumită și novocaină) este un anestezic local din categoria esterilor, utilizat la început în stomatologie. Este utilizată în asociere cu o penicilină (uneori sub denumirea de novocilină) pentru a reduce durerea datorată administrării la nivel intramuscular. Efectul se instalează lent iar durata sa de acțiune este scurtă.

## Istoric
Pentru prima oară este sintetizată în anul 1905 de chimistul german  din Hamburg Alfred Einhorn (1856-1917), numele de novocaină provine din latină novus - nou; cain - cocaină.

## Utilizare
Procaina este folosită rar în anestezia locală, locul ei fiind luat de lidocaină care este mult mai eficientă. Este mai nou descoperit faptul că procaina inhibă enzima DNA-metilaza putând fi utilizată ca supresor tumoral în fenomenele paragenetice tumorale.
Inaintea descoperirii procainei cocaina era folosită ca anestezic local, procaina nu are efectul euforizant al cocainei.

## Metabolizare
Metabolizarea procainei în organism se produce sub acțiunea enzimei pseudocolinesterază, care desface procaina în acid paraaminobenzoic (PABA) și bietil-amino-acetanol, acidul paraaminobenzoic este răspunzător de reacțiile alergice apărute la pacienți.